# Alfabeto húngaro
O alfabeto húngaro (húngaro: magyar ábécé) é uma extensão do alfabeto latino usado para escrever a língua húngara.
O alfabeto é baseado no alfabeto latino, com algumas variações adicionadas de letras. O alfabeto consiste em 26 letras do alfabeto latino básico ISO, além de cinco letras com acento agudo, duas letras com trema, duas letras com acento agudo duplo, oito letras compostas de dois caracteres e uma letra composta até três caracteres. Em alguns outros idiomas, os caracteres com sinais diacríticos seriam considerados variações da letra base; no entanto, em húngaro, esses caracteres são considerados letras por si só.
Às vezes, fala-se dos alfabetos húngaros menores (ou básicos) e maiores (ou estendidos), dependendo se as letras Q, W, X, Y estão ou não listadas, que só podem ser encontradas em palavras estrangeiras e na ortografia tradicional dos nomes e se o dígrafo Dz e o trígrafo Dzs são contados como uma letra distinta. (Quanto a Y, no entanto, existe como parte de vários dígrafos)
As 44 letras do alfabeto húngaro estendido são:
| Letras maiúsculas |   |   |   |    |   |    |     |   |    |   |    |    |   |   |   |   |   |   |    |   |    |
| A                 | Á | B | C | Cs | D | Dz | Dzs | E | É  | F | G  | Gy | H | I | Í | J | K | L | Ly | M | N  |
| Ny                | O | Ó | Ö | Ő  | P | Q  | R   | S | Sz | T | Ty | U  | Ú | Ü | Ű | V | W | X | Y  | Z | Zs |
| Letras minúsculas |   |   |   |    |   |    |     |   |    |   |    |    |   |   |   |   |   |   |    |   |    |
| a                 | á | b | c | cs | d | dz | dzs | e | é  | f | g  | gy | h | i | í | j | k | l | ly | m | n  |
| ny                | o | ó | ö | ő  | p | q  | r   | s | sz | t | ty | u  | ú | ü | ű | v | w | x | y  | z | zs |

## Pronúncia das letras
A tabela a seguir mostra a pronúncia de todas as letras do alfabeto húngaro estendido (sons em negrito):
| Letra maiúscula | Letra minúscula | Exemplo em português (ou outra língua) |
| --------------- | --------------- | -------------------------------------- |
| A               | a               | cama                                   |
| Á               | á               | pá                                     |
| B               | b               | bola                                   |
| C               | c               | tsunami                                |
| CS              | cs              | tchau                                  |
| D               | d               | dedo                                   |
| DZ              | dz              | som de ds                              |
| DZS             | dzs             | jungle (em inglês)                     |
| E               | e               | festa                                  |
| É               | é               | você                                   |
| F               | f               | faca                                   |
| G               | g               | gato                                   |
| GY              | gy              | som de dj                              |
| H               | h               | hotel                                  |
| I               | i               | vida                                   |
| Í               | í               | mira                                   |
| J               | j               | yes (em inglês)                        |
| K               | k               | som de k, como em carro                |
| L               | l               | lua                                    |
| LY              | ly              | Lyon                                   |
| M               | m               | mão                                    |
| N               | n               | navio                                  |
| NY              | ny              | vinho                                  |
| O               | o               | bola                                   |
| Ó               | ó               | pó                                     |
| Ö               | ö               | peur (em francês)                      |
| Ő               | ő               | versão mais longa de ö                 |
| P               | p               | pato                                   |
| Q               | q               | quadro                                 |
| R               | r               | ratón (em espanhol)                    |
| S               | s               | chuva                                  |
| SZ              | sz              | sapo                                   |
| T               | t               | tatu                                   |
| TY              | ty              | tchau                                  |
| U               | u               | tudo                                   |
| Ú               | ú               | mudo                                   |
| Ü               | ü               | München (Munique, em alemão)           |
| Ű               | ű               | versão mais longa de ü                 |
| V               | v               | vaca                                   |
| W               | w               | wedding (em inglês)                    |
| X               | x               | táxi                                   |
| Y               | y               | som de y                               |
| Z               | z               | zebra                                  |
| ZS              | zs              | measure (em inglês)                    |

## Descrição
Cada sinal mostrado acima conta como uma letra em húngaro. Algumas, como a letra ⟨ó⟩ e ⟨ő⟩, são interpreenchidas com a letra que a precede ao classificar as palavras em ordem alfabética, enquanto outras, como ⟨ö⟩, têm seu próprio lugar no agrupamento, em vez de também serem interpreenchidas com ⟨o⟩.
Enquanto as vogais longas contam como letras diferentes, as consoantes longas (ou geminadas) não. As consoantes longas são marcadas por duplicação: e.g. ⟨tt⟩, ⟨gg⟩, ⟨zz⟩ (ette 'ele comeu', függ 'trava', azzal 'com isso'). Para os dígrafos e trígrafos, normalmente se aplica uma regra de simplificação (mas não quando o composto é dividido no final de uma linha de texto devido à hifenização), apenas a primeira letra sendo duplicada, por exemplo,
⟨sz⟩ + ⟨sz⟩ → ⟨ssz⟩ (asszony 'mulher'),
⟨ty⟩ + ⟨ty⟩ → ⟨tty⟩  (hattyú 'cisne'),
⟨dzs⟩ + ⟨dzs⟩ → ⟨ddzs⟩ (briddzsel "com intervalos (jogando um jogo)").
Uma exceção é feita nos pontos de junção de palavras compostas, por exemplo: jegygyűrű "anel de noivado" (jegy + gyűrű) em vez de *jeggyűrű.
⟨Dz⟩ e ⟨Dzs⟩ foram reconhecidos como letras individuais na 11ª edição da ortografia húngara (1984). Antes disso, eles eram analisados como combinações de duas letras ⟨d⟩+⟨z⟩ e ⟨d⟩+⟨zs⟩.

## Capitalização
Os dígrafos e os trígrafos são capitalizados nos nomes e no início das frases, colocando apenas o primeiro caractere deles em maiúsculo.
- Csak jót mondhatunk Székely Csabáról.

Nas abreviações e ao escrever com todas as letras maiúsculas, no entanto, o segundo (e o terceiro) caractere também deve ser maiúsculo.
Assim, de acordo com "As Regras da Ortografia Húngara", um livro editado pela Academia de Ciências da Hungria:
- A magyar helyesírás szabályai
- MHSZ  (não MHSz)
- A MAGYAR HELYESÍRÁS SZABÁLYAI  (não SzABÁLyAI)

## Frequência das letras
As letras mais comuns em húngaro são e e a.
A lista abaixo mostra as frequências das letras do alfabeto húngaro menor em ordem decrescente.
| Letra | Frequência |
| ----- | ---------- |
| e     | 12.256%    |
| a     | 9.428%     |
| t     | 7.380%     |
| n     | 6.445%     |
| l     | 6.383%     |
| s     | 5.322%     |
| k     | 4.522%     |
| é     | 4.511%     |
| i     | 4.200%     |
| m     | 4.054%     |
| o     | 3.867%     |
| á     | 3.649%     |
| g     | 2.838%     |
| r     | 2.807%     |
| z     | 2.734%     |
| v     | 2.453%     |
| b     | 2.058%     |
| d     | 2.037%     |
| sz    | 1.809%     |
| j     | 1.570%     |
| h     | 1.341%     |
| gy    | 1.185%     |
| ő     | 0.884%     |
| ö     | 0.821%     |
| ny    | 0.790%     |
| ly    | 0.738%     |
| ü     | 0.655%     |
| ó     | 0.634%     |
| f     | 0.582%     |
| p     | 0.509%     |
| í     | 0.499%     |
| u     | 0.416%     |
| cs    | 0.260%     |
| ű     | 0.125%     |
| c     | 0.114%     |
| ú     | 0.104%     |
| zs    | 0.021%     |
| dz    | <0.010%    |
| dzs   | <0.010%    |
| ty    | <0.010%    |